# Nazaire Dugas
Pour les articles homonymes, voir Dugas.
Nazaire Dugas (Caraquet, 1864 - Caraquet, 16 janvier 1942) est un architecte canadien.

## Biographie
Nazaire Dugas étudia l'architecture à Montréal avec son frère Henri. Les deux devinrent les premiers architectes acadiens, si l'on excepte Léon Léger qui n'a pas suivi d'études supérieures. Nazaire revint à Caraquet en 1902.
Il dessina les plans pour l'agrandissement du Collège Sacré-Cœur et du presbytère de l'église Saint-Pierre-aux-Liens de Caraquet. On lui doit aussi les plans de l'église Saint-Paul de Bas-Caraquet, de l'église Saint-Joachim de Bertrand et du Château Albert de Caraquet, ainsi que de nombreux commerces et résidences de la Péninsule acadienne.
Il s'associa avec son frère Henri pour construire un complexe industriel dans le quartier de Haut-Caraquet. Il s'impliqua socialement et politiquement dans sa communauté. Sa maison, construite en 1898, se trouve au 690, boulevard Saint-Pierre ouest.

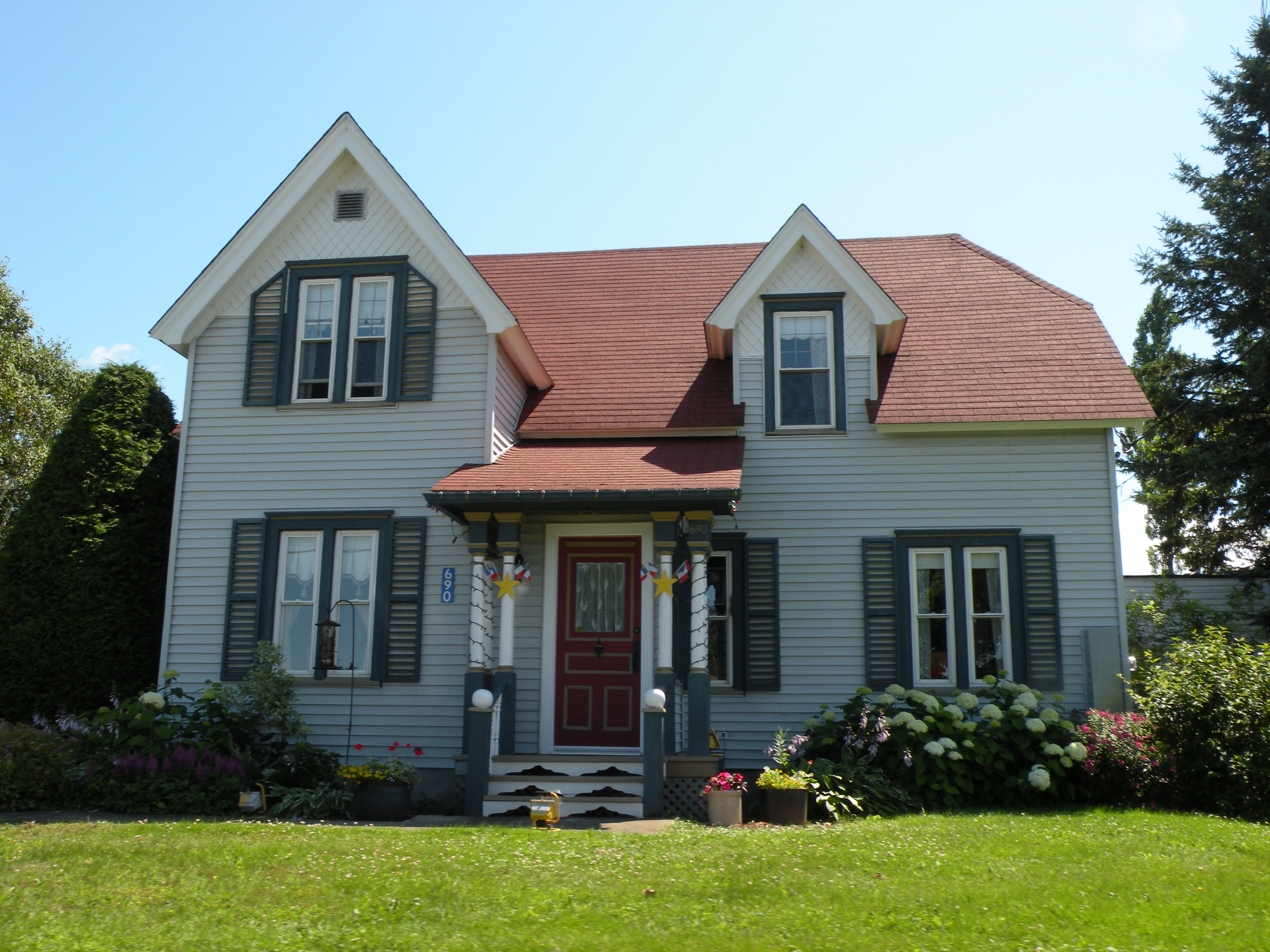
Maison Nazaire-Dugas.
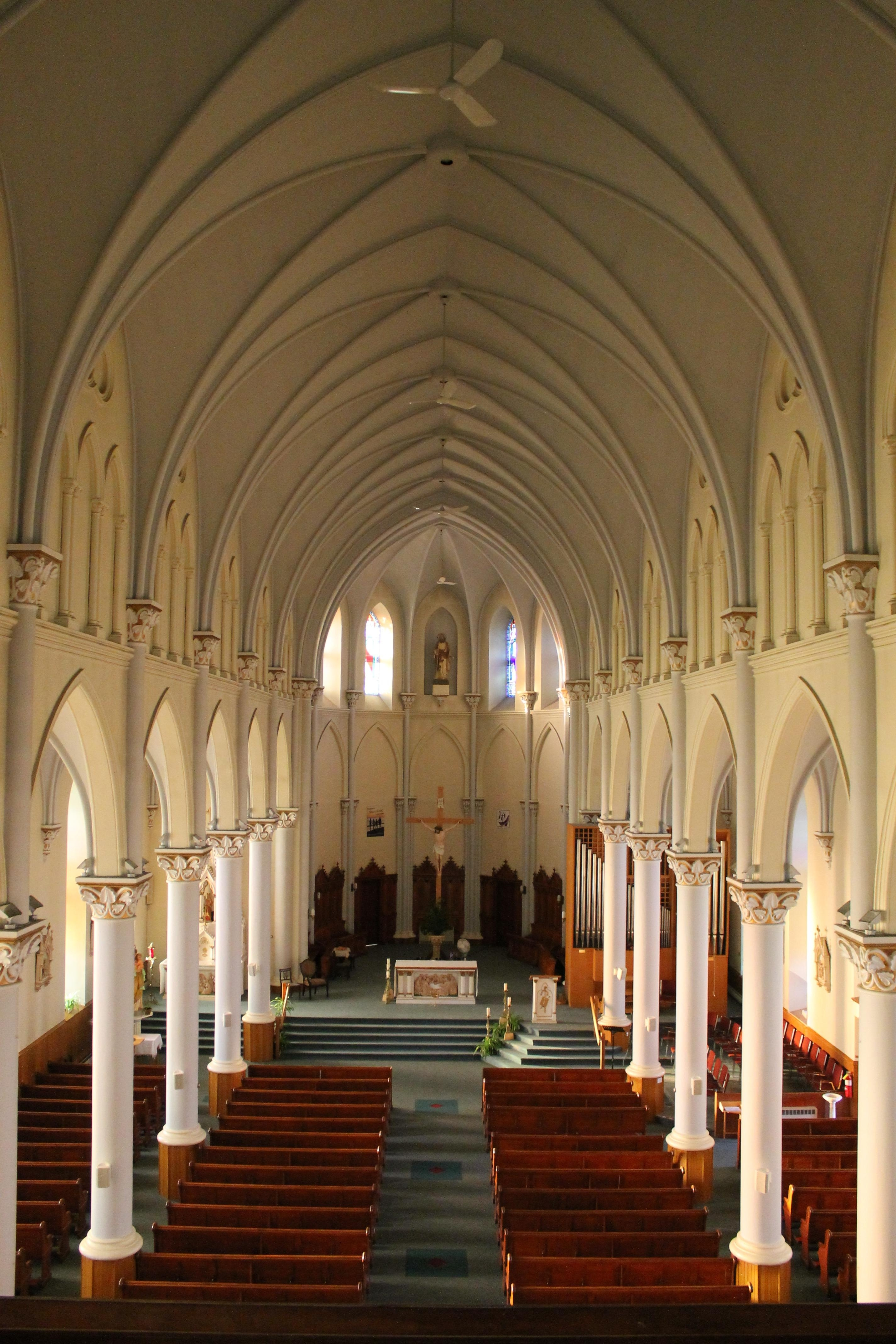
Intérieur de l'église Saint-Paul de Bas-Caraquet.
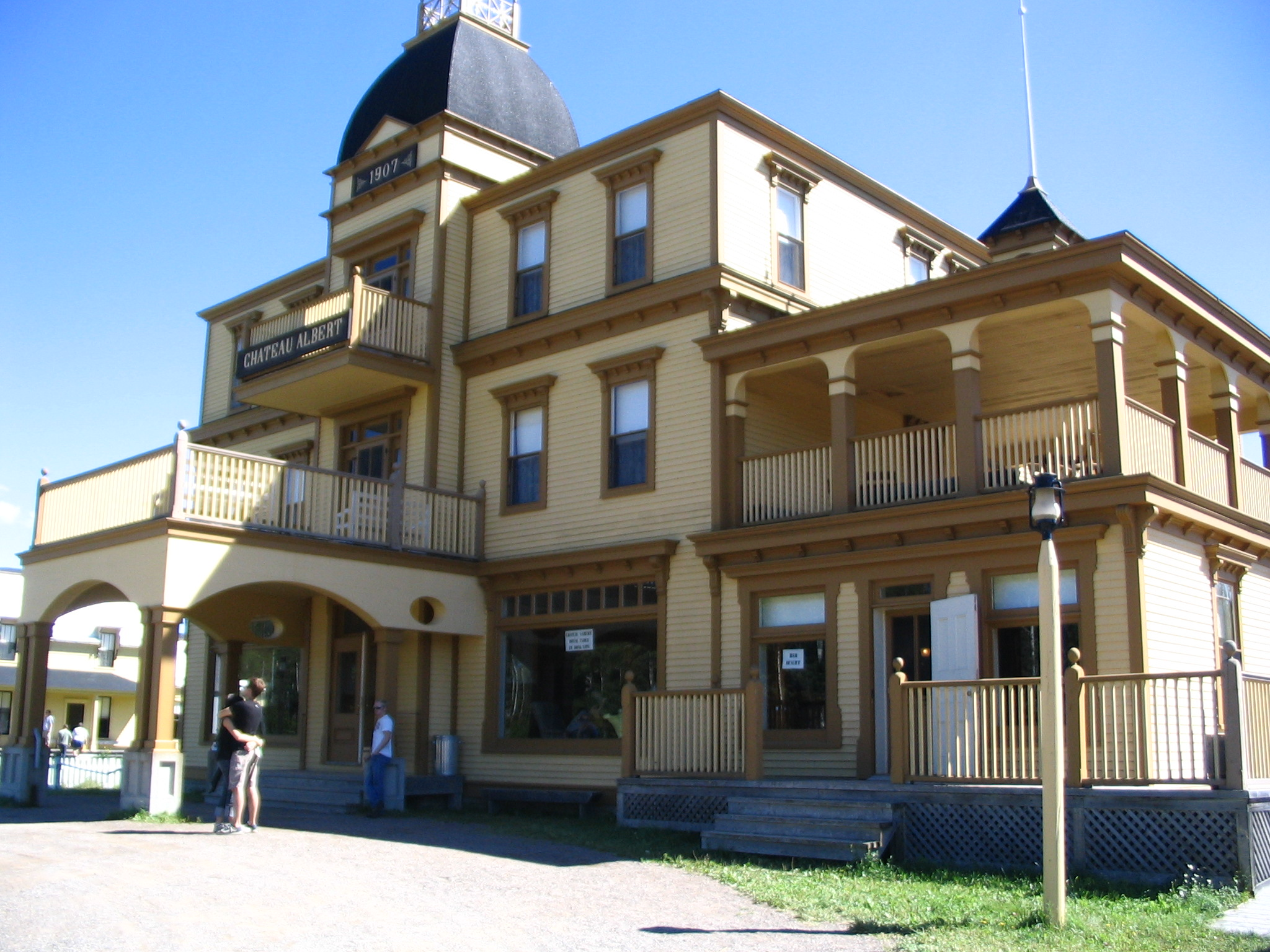
Réplique du Château-Albert.

## Source
- Coup d'œil, vol. 12, numéro 3, septembre-novembre 2007 http://www.ville.caraquet.nb.ca